# Graydon Parrish
Graydon Parrish (nasceu a 3 de abril de 1970) é um pintor de realismo clássico sediado em Austin, Texas. Graydon é um expoente do método de ateliê, que reaviva e divulga técnicas clássicas de desenho e pintura.
1. ↑  Today, Fine Art (10 de setembro de 2021). «Graydon Parrish: Meeting the Muse». Fine Art Connoisseur (em inglês). Consultado em 13 de dezembro de 2024